# Circuit d'Enna-Pergusa
Le circuit d'Enna-Pergusa (Autodromo di Pergusa en italien) est un circuit automobile situé à côté d'Enna, en Sicile, et tracé autour du lac de Pergusa. 
Il accueille des compétitions nationales et internationales d'automobile et de moto, ainsi que des courses d'endurance telles que les 24 Heures automobile d'Enna-Pergusa.
La piste développe une longueur de 4,950 km et a été refaite en 1997.

## Historique
Pendant les années 1960, le circuit a accueilli divers événements de voitures de sport tels que la Coupe de la Cité de Enna (Coppa Citta di Enna) et plus tard dans les années 1970 la Coupe Florio (Coppa Florio).
Il a également servi de 1962 à 1965 pour une épreuve de Formule 1 ne faisant pas partie du Championnat du monde, connue sous le nom de « Grand Prix de la Méditerranée ».

### Formule 1
Il y a eu  quatre Grand Prix de la Méditerranée, tous hors championnat du monde de Formule 1.
| Année | Date    | Pilote          | Écurie                 | Résultat |
| ----- | ------- | --------------- | ---------------------- | -------- |
| 1962  | 18 août | Lorenzo Bandini | Ferrari                | Résultat |
| 1963  | 18 août | John Surtees    | Ferrari                | Résultat |
| 1964  | 16 août | Jo Siffert      | Siffert Racing Team    | Résultat |
| 1965  | 15 août | Jo Siffert      | RRC Walker Racing Team | Résultat |

### Depuis 1997
- Juillet 1997 : Championnat International de F3000
- Juillet 1998 : Championnat International de F3000
- Septembre 2002 : Championnat FIA GT
- Mai 2003 : Championnat FIA GT

## Galerie

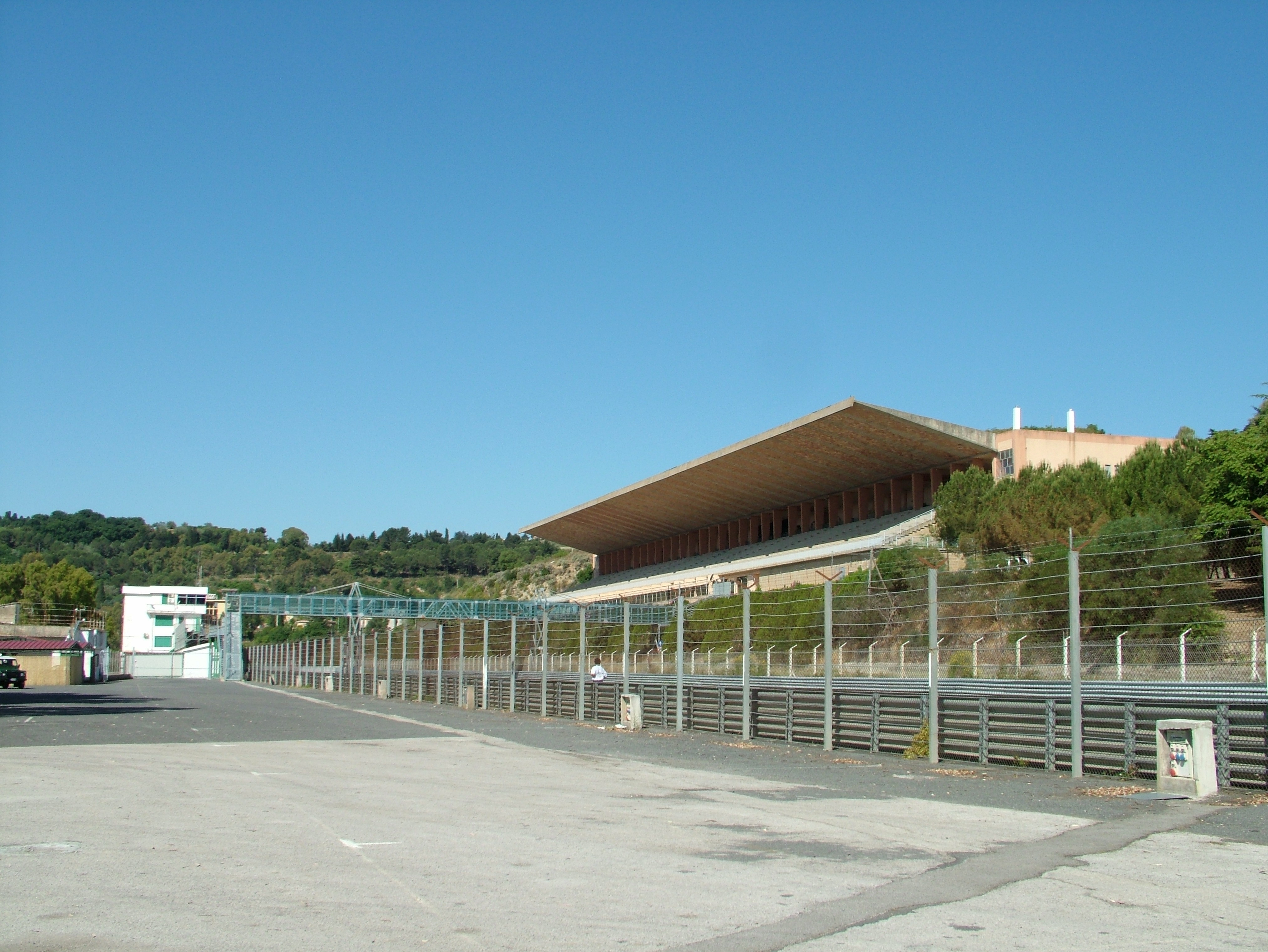
Le Circuit d'Enna-Pergusa
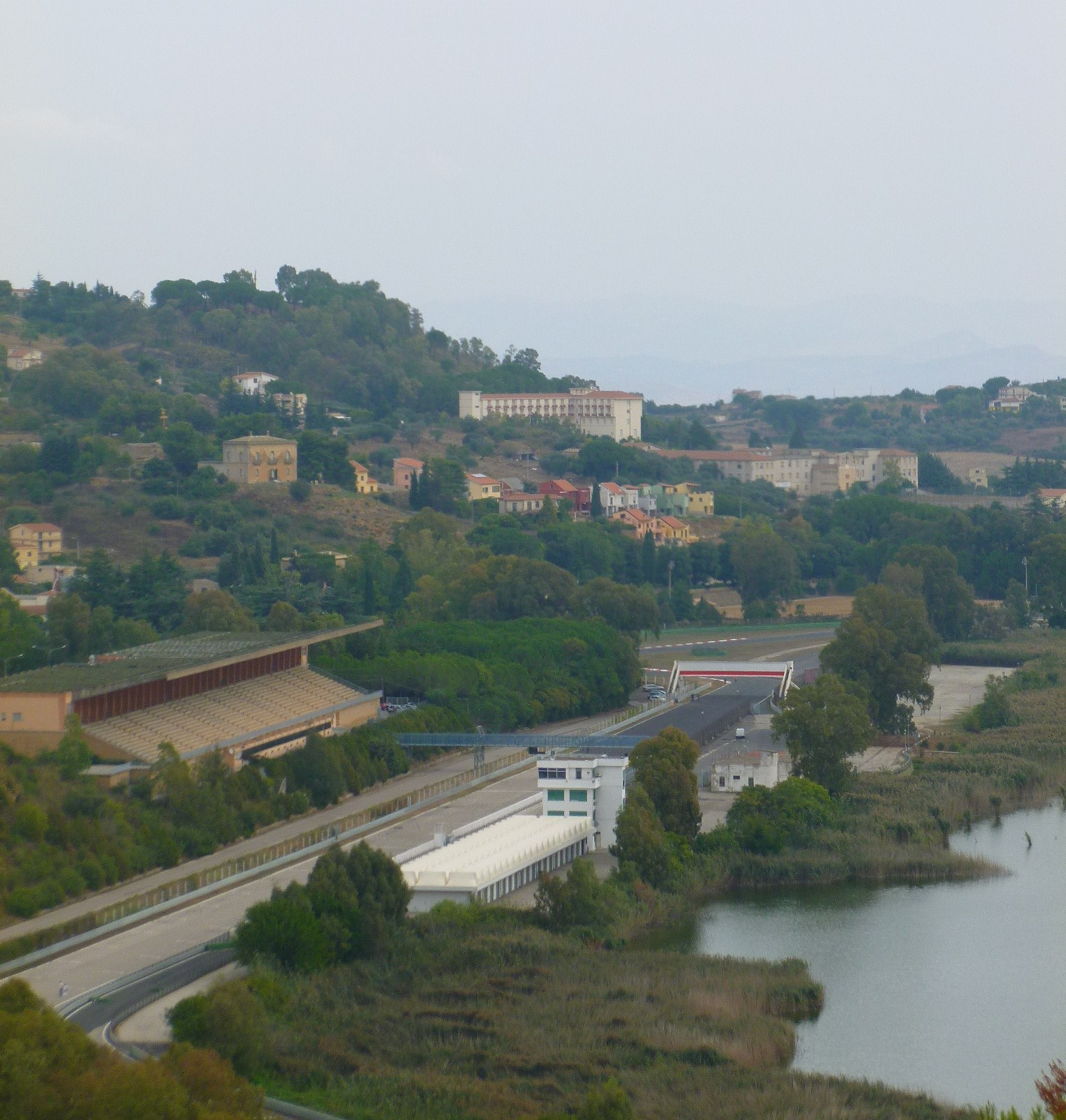
Ligne droite des stands.
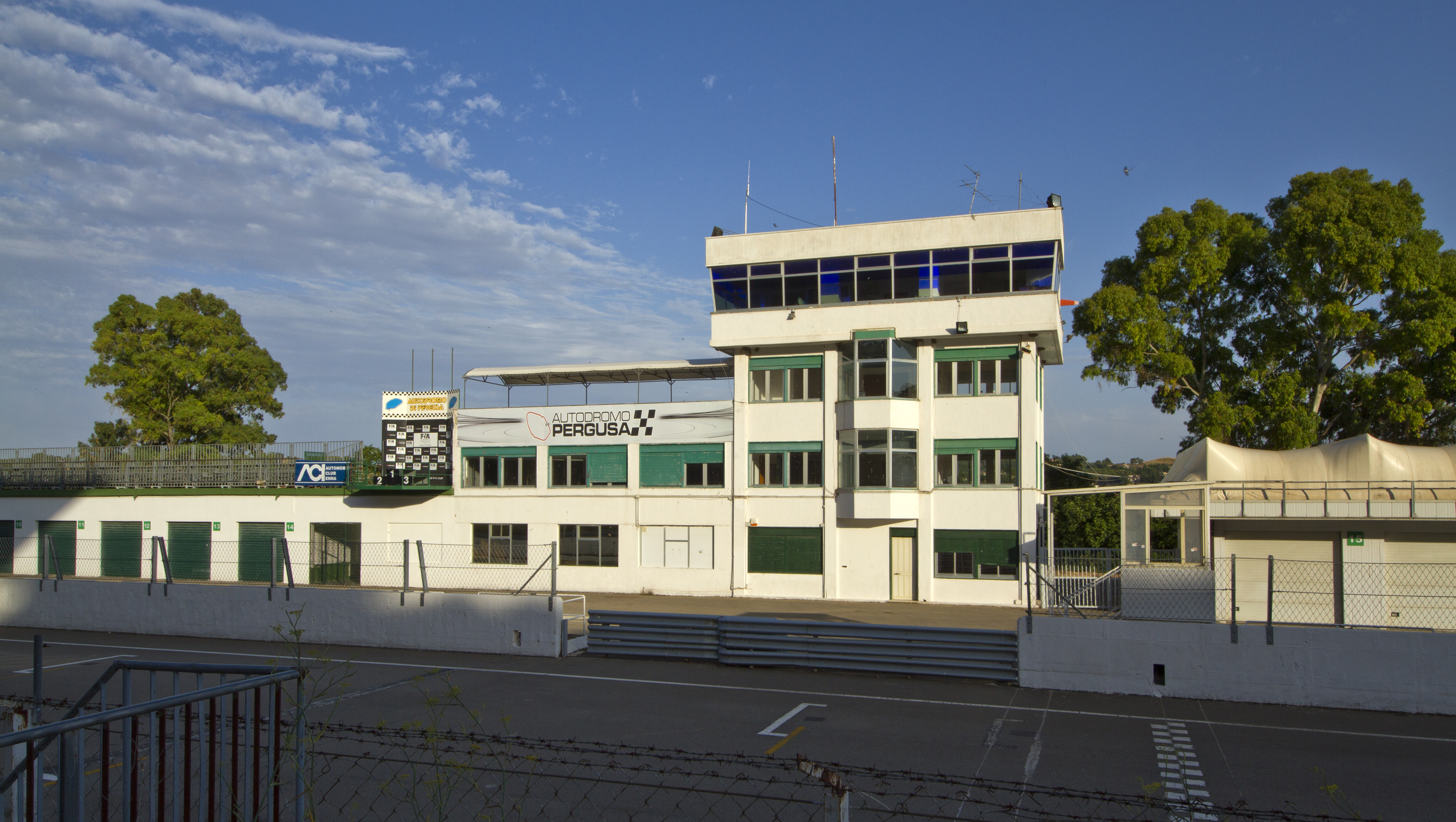
La ligne de départ/arrivée, les stands, le podium et la tour de chronométrage.